# Stephanoceras humphriesianum
Espèce
Synonymes
- Ammonites (Stephanoceras) humphryi (Sowerby)[1]
- Ammonites humphriesianus Sowerby, 1825 - protonyme[2]

Stephanoceras humphriesianum est une espèce d’ammonites du Bajocien inférieur du Calvados, conglomérat de Bayeux, marquant la zone à humphriesianum

## Étymologie
Son nom spécifique, humphriesianum, lui a été donné en l'honneur de George Humphries qui a fourni les deux premiers spécimens analysés. 

## Publication originale
- Sowerby, 1825 : The Mineral Conchology of Great Britain: Or Coloured Figures and Descriptions of Those Remains. pp. 1-407 (texte intégral) (en).